# Shut Hell
Shut Hell (シュトヘル, Shuto Heru) est un manga écrit et illustré par Yu Itō. La série est publiée au Japon depuis décembre 2008 par le magazine Weekly Big Comic Spirits jusqu'en 2010, puis par le magazine Monthly Big Comic Spirits de l'éditeur Shōgakukan. La publication s'est terminée en mars 2017 et la série est sortie en 14 volumes. En France, la série est publiée par Panini Comics à partir du 29 mars 2023.

## Synopsis
L'histoire se déroule au début du XIIIe siècle. Gengis Khan a uni les clans mongols et renforce ses armées pour mettre fin à la Dynastie des Xia occidentaux. Seule survivante d'une unité massacrée par les hommes dirigés par le général mongol Harabal, une guerrière sanguinaire du nom de Shut Hell sème la terreur au sein de l'armée mongole, pourtant connue pour son invincibilité. Elle va accompagner Yurul, un prince mongol qui fuit sa famille pour préserver une collection vitale d'écrits, afin d'avoir une chance de tuer Harabal.

## Publication
Shut Hell est écrit et illustré par Yu Itō. Il est publié par le magazine de Shōgakukan, Weekly Big Comic Spirits à partir du 22 décembre 2008,. La série a ensuite été transférée dans le Monthly Big Comic Spirits à partir du 27 juillet 2010 et la publication s'est terminée le 27 mars 2017,. Elle a été rassemblée en 14 volumes en format tankōbon publiés du 30 mars 2009 au 12 mai 2017.
En France, le manga est en cours de publication aux éditions Panini depuis le 29 mars 2023.

### Liste des volumes
| no | Japonais          | Japonais          | Français          | Français                                                                   |
| no | Date de sortie    | ISBN              | Date de sortie    | ISBN                                                                       |
| --- | ----------------- | ----------------- | ----------------- | -------------------------------------------------------------------------- |
| 1 | 30 mars 2009      | 978-4-09-182529-2 | 29 mars 2023      | 979-1-03-911290-1 (édition standard) 979-1-03-911368-7 (édition collector) |
| Liste des chapitres : - Chapitre 1 - Mauvais esprit - Chapitre 2 - Le prince - Chapitre 3 - Le wuiso - Chapitre 4 - Une lâche - Chapitre 5 - Loups - Chapitre 6 - Rivaux - Chapitre 7 - Frères - Chapitre 8 - Gyokuondô                                 |                   |                   |                   |                                                                            |
| 2 | 30 octobre 2009   | 978-4-09-182799-9 | 29 mars 2023      | 979-1-03-911291-8                                                          |
| Liste des chapitres : - Chapitre 9 - Étoile solitaire - Chapitre 10 - Assaut - Chapitre 11 - Berceuse - Chapitre 12 - Ouverture des portes - Chapitre 13 - Ténèbres - Chapitre 14 - Caractères - Chapitre 15 - Lame empoisonnée                         |                   |                   |                   |                                                                            |
| 3 | 30 juillet 2010   | 978-4-09-183420-1 | 24 mai 2023       | 979-1-03-911543-8                                                          |
| Liste des chapitres : - Chapitre 16 - Mergen - Chapitre 17 - Joie - Chapitre 18 - Regrets - Chapitre 19 - Exécution - Chapitre 20 - Battements de cœur - Chapitre 21 - Distorsion - Chapitre 22 - L'école d'études avancées                             |                   |                   |                   |                                                                            |
| 4 | 28 avril 2011     | 978-4-09-183866-7 | 12 juillet 2023   | 979-1-03-911667-1                                                          |
| Liste des chapitres : - Chapitre 23 - Les caractères tangoutes - Chapitre 24 - IFA - Chapitre 25 - Les soldats Jin - Chapitre 26 - Raid - Chapitre 27 - Promesse - Chapitre 28 - Rédemption - Chapitre 29 - Cicatrice                                   |                   |                   |                   |                                                                            |
| 5 | 28 octobre 2011   | 978-4-09-184212-1 | 20 septembre 2023 | 979-1-03-911691-6                                                          |
| Liste des chapitres : - Chapitre 30 - Arrivée - Chapitre 31 - Blocus - Chapitre 32 - La lumière de la lune - Chapitre 33 - Inhibition - Chapitre 34 - La traversée du fleuve - Chapitre 35 - Le général de la frontière - Chapitre 36 - Une âme blessée |                   |                   |                   |                                                                            |
| 6 | 30 mai 2012       | 978-4-09-184550-4 | 2 novembre 2023   | 979-1-03-911700-5                                                          |
| Liste des chapitres : - Chapitre 37 - Le tigre de sang - Chapitre 38 - L'instant présent - Chapitre 39 - Foutaises - Chapitre 40 - La plaque du messager - Chapitre 41 - Attaque nocturne - Chapitre 42 - Piège à bêtes                                 |                   |                   |                   |                                                                            |
| 7 | 27 décembre 2012  | 978-4-09-184830-7 | 6 décembre 2023   | 979-1-03-911709-8                                                          |
| Liste des chapitres : - Chapitre 43 - L'épée du roi - Chapitre 44 - Bénédiction - Chapitre 45 - Effronterie - Chapitre 46 - Souvenirs - Chapitre 47 - Avancée des troupes - Chapitre 48 - Les héritiers                                                 |                   |                   |                   |                                                                            |
| 8 | 30 juillet 2013   | 978-4-09-185447-6 | 14 février 2024   | 979-1-03-912295-5                                                          |
| Liste des chapitres : - Chapitre 49 - Espoir - Chapitre 50 - Vice-gouverneur - Chapitre 51 - Pluies résistantes - Chapitre 52 - Les portes de la ville - Chapitre 53 - Yeux tourbillonnants - Chapitre 54 - Les blessures du roi                        |                   |                   |                   |                                                                            |
| 9 | 28 février 2014   | 978-4-09-186119-1 | 2 mai 2024        | 979-1-03-912438-6                                                          |
| 10 | 30 septembre 2014 | 978-4-09-186499-4 | 7 août 2024       | 979-1-03-912666-3                                                          |
| 11 | 12 juin 2015      | 978-4-09-187105-3 | 13 novembre 2024  | 979-1-03-912742-4                                                          |
| 12 | 12 janvier 2016   | 978-4-09-187415-3 | 5 février 2025    | 979-1-03-913096-7                                                          |
| 13 | 12 septembre 2016 | 978-4-09-187830-4 |                   |                                                                            |
| 14 | 12 mai 2017       | 978-4-09-189574-5 |                   |                                                                            |

## Réception
Shut Hell a valu à Yu Itō le prix du nouvel artiste lors du 16e Prix culturel Osamu-Tezuka en 2012.

### Œuvres
Édition japonaise
1. 1 2 3  (ja) « シュトヘル　1 », sur Shōgakukan (consulté le 15 septembre 2022)
2. 1 2 3  (ja) « シュトヘル　14 », sur Shōgakukan (consulté le 15 septembre 2022)
3. 1 2  (ja) « シュトヘル　2 », sur Shōgakukan (consulté le 15 septembre 2022)
4. 1 2  (ja) « シュトヘル　3 », sur Shōgakukan (consulté le 15 septembre 2022)
5. 1 2  (ja) « シュトヘル　4 », sur Shōgakukan (consulté le 15 septembre 2022)
6. 1 2  (ja) « シュトヘル　5 », sur Shōgakukan (consulté le 15 septembre 2022)
7. 1 2  (ja) « シュトヘル　6 », sur Shōgakukan (consulté le 15 septembre 2022)
8. 1 2  (ja) « シュトヘル　7 », sur Shōgakukan (consulté le 15 septembre 2022)
9. 1 2  (ja) « シュトヘル　8 », sur Shōgakukan (consulté le 15 septembre 2022)
10. 1 2  (ja) « シュトヘル　9 », sur Shōgakukan (consulté le 15 septembre 2022)
11. 1 2  (ja) « シュトヘル　10 », sur Shōgakukan (consulté le 15 septembre 2022)
12. 1 2  (ja) « シュトヘル　11 », sur Shōgakukan (consulté le 15 septembre 2022)
13. 1 2  (ja) « シュトヘル　12 », sur Shōgakukan (consulté le 15 septembre 2022)
14. 1 2  (ja) « シュトヘル　13 », sur Shōgakukan (consulté le 15 septembre 2022)

Édition française
1. 1 2  « Shut Hell Vol.1 », sur manga-news (consulté le 1er mars 2023)
2. ↑  « Shut Hell Vol.1 Collector », sur manga-news (consulté le 1er mars 2023)
3. 1 2  « Shut Hell Vol.2 », sur manga-news (consulté le 1er mars 2023)
4. 1 2  « Shut Hell Vol.3 », sur manga-news (consulté le 1er mars 2023)
5. 1 2  « Shut Hell Vol.4 », sur manga-news (consulté le 8 mars 2023)
6. 1 2  « Shut Hell Vol.5 », sur manga-news (consulté le 10 mai 2023)
7. 1 2  « Shut Hell Vol.6 », sur manga-news (consulté le 31 août 2023)
8. 1 2  « Shut Hell Vol.7 », sur manga-news (consulté le 31 août 2023)
9. 1 2  « Shut Hell Vol.8 », sur manga-news (consulté le 14 septembre 2023)
10. 1 2  « Shut Hell Vol.9 », sur manga-news (consulté le 11 janvier 2024)
11. 1 2  « Shut Hell Vol.10 », sur manga-news (consulté le 23 mars 2024)
12. 1 2  « Shut Hell Vol.11 », sur manga-news (consulté le 31 août 2024)
13. 1 2  « Shut Hell Vol.12 », sur manga-news (consulté le 6 octobre 2024)